# Henry Cow
Henry Cow – brytyjska grupa progresywnego i awangardowego rocka, zaliczana do kręgu tzw. brzmienia Canterbury lub sceny Canterbury (mimo że związani byli z miastem Cambridge). Zespół powstał w październiku 1968 r. i istniał do lipca 1978 r.

## Historia grupy

### Początki
Założycielami grupy w 1968 r. byli multiinstrumentaliści Fred Frith (gitara, gitara basowa, fortepian, skrzypce) i Tim Hodgkinson (inst. klawiszowe i dęte). Obaj spotkali się we wcześniejszym swoim zespole Roger Bacon, który według nich wykonywał dada blues.
Z muzyków, którzy znaleźli się w 17 składach Henry Cow, wymienić należy Johna Greavesa (gitara basowa), Chrisa Cutlera (perkusja, fortepian, teksty), Geoffa Leigha (saksofon, flet), Lindsay Cooper (fagot, obój) i wokalistkę Dagmar Krause.
Szerszej publiczności grupa pokazała się na przełomie 1971 i 1972 r., kiedy wystąpiła na Glastonbury Festival i dla BBC. W lutym 1972 r. po raz drugi wystąpili dla BBC, tym razem dobierając do pomocy dwóch muzyków: klawiszowca Dave’a Stewarta i Geoffa Leigha, który od marca 1972 r. stał się członkiem zespołu.
W kwietniu 1972 r. skomponowali i wykonali muzykę do Bachantek Eurypidesa. Latem tego roku prowadzili serię koncertów w Traverse Theatre w Edynburgu. Występowali także z The Cambridge Dance Group oraz z Rayem Smithem na festiwalu w tym mieście.
Wkrótce rozpoczęli występy w ramach swojego projektu Cabaret Voltaire w Londynie. Dokonali także kolejnych nagrań na BBC.
W 1973 r. założyli na London School of Economics Explorer's Club dla poszukujących nowych możliwości ekspresji studentów. Regularnie występowali z wieloma muzykami czy innymi zespołami jak i gośćmi.
W tym okresie wystąpili także na Bath International Music Festival. Muzycy Henry Cow reprezentowali tak wysoki poziom umiejętności, że wzięli udział w premierowym koncertowym wykonaniu Tubular Bells Mike’a Oldfielda w Queen Elizabeth Hall w Londynie.

### Rozkwit kariery
W maju 1973 r. podpisali kontrakt z Virgin Records i wkrótce odbyli pierwszą sesję nagraniową do projektowanego albumu Leg End.
We wrześniu i październiku 1973 r. odbyli tournée po Wielkiej Brytanii z niemiecką grupą Faust. Napisali także i wykonali muzykę do Burzy Szekspira. 4 listopada nagrali improwizowane utwory do składankowego albumu Greasy Truckers.
Na początku 1974 r. grupa weszła do studia nagraniowego i nagrała swój drugi album Unrest. Po nagraniu płyty zespół wyruszył w maju w tournée z amerykańskim awangardowym zespołem Captain Beefheart and His Magic Band. Ta koncertowa tura zszokowała Henry Cow do tego stopnia, że postanowili już nigdy tego typu tournée nie odbywać. Do tej pory każdy występ traktowali jako unikalne wydarzenie i przearanżowywali utwory, zmieniali pasaże pomiędzy utworami. A na tournée zmuszeni byli codziennie grać utwory w ten sam sposób, gdyż brakowało czasu na ich nowe opracowanie.
Ze względów kontraktowych musieli jeszcze jednak odbyć turę koncertową po Holandii.
W październiku 1974 r. grupa połączyła się z progresywnym triem Slapp Happy: Dagmar Krause (śpiew, fortepian), Peter Blegvad (gitara, śpiew) i Anthony Moore (instrumenty klawiszowe). Współpraca trwała do kwietnia 1975 r. Blegvad i Moore zdecydowali się na kariery indywidualne, a Dagmar (z reguły występowała tylko pod swoim imieniem) postanowiła pozostać w Henry Cow. Plonem kooperacji tych zespołów są dwa albumy: Desperate Straights i In Praise of Learning.
Po nagraniu In Praise of Learning grupa udała się na tournée po Francji. Rozpoczęło się ono koncertem w Théâtre des Champs Élysées w Paryżu, połączonym z koncertem Roberta Wyatta. Po tournée zespół otrzymał liczne propozycje występów od Włoskiej Partii Komunistycznej (PCI). Od tej pory byli częstymi gośćmi we Włoszech aż do ostatniego koncertu w Mediolanie w 1978 r. Przez następne 10 miesięcy zespół koncertował w Szwajcarii, Szwecji, Francji, Danii, Norwegii, Finlandii, Belgii, Holandii i Hiszpanii. Grupa zapraszana była zarówno na festwale jazzowe jak i rockowe, małe kluby, teatry, galerie, ośrodki kultury i polityczne organizacje.
W 1976 r. odbyło się tournée po Skandynawii. Grupa przygotowała 2-godzinne taśmy, które podczas koncertu nieustannie szły, ale aby były słyszalne, trzeba było nacisnąć pedał. Frith przygotował taśmę o historii Henry Cow, Cooper przygotowała taśmę o muzyce od lat młodości do starości, a Tim o ewolucji języka. Koncerty były 2-godzinnymi nieprzerwanymi improwizacjami w ciemności lub przy świetle świec. Zawsze zaczynały się od fletu i perkusji a kończyły marszem napisanym przez Fritha. Innym stałym elementem było kaskadowe użycie dzwonów rurowych mniej więcej w 1/3 koncertu.
W Norwegii grupa wydała w firmie Compendium podwójny album Concerts, który został potem powtórnie wydany przez Caroline (filię Virgin). Jako muzyk gościnny pojawił się Robert Wyatt. Znalazły się tu także nagrania z Dagmar Krause.
W 1977 r. grupa zorganizowała tournée po Wielkiej Brytanii (pierwsze od 3 lat). Pierwszą połowę każdego koncertu grali z grupą Geoffa Leigha Red Balune a drugą z Etron Fou Leloublan, którą zaprosili z Francji. Tournée liczyło 11 koncertów.
W październiku 1977 r. wymusili zerwanie kontraktu z Virgin, który był dla nich ciężarem i przez który tracili pieniądze. Następny album postanowili wydać w swojej firmie płytowej.

### Okres schyłkowy
Od września zdrowie Dagmar zaczęło się znów pogarszać i w listopadzie zdecydowała się odejść od zespołu, zastrzegając, że będzie śpiewać na ich następnym albumie.
Podczas sesji nagraniowej w styczniu 1978 r. w Szwajcarii, doszło w zespole do poważnego rozdźwięku odnośnie do nagranego materiału. Chris Cutler został obarczony napisaniem tekstu do utworu Tima, co było zadaniem niewykonalnym z powodu braku czasu. Utwór ten pt. Hold to the Zero Burn ukazał się w efekcie w 19 lat później na solowym albumie Tima. Zamiast tego napisał on kilka krótszych tekstów i zaproponował, żeby album zawierał utwory śpiewane. I tak nagrano płytę.
Jednak po powrocie do Londynu część grupy (Cooper i Hodgkinson) doszła do wniosku, że nagrany materiał nie reprezentuje stylu Henry Cow. Wobec tego Frith i Cutler z własnych pieniędzy zapłacili za studio i dograno cztery utwory. Te utwory z wokalem Dagmar ukazały się na albumie Hopes and Fears sygnowanym przez trio Art Bears a album prawie całkowicie instrumentalny Western Culture sygnowany był przez Henry Cow.
Na początku roku 1978 grupa odbyła krótkie tournée po teatrach i ośrodkach kultury w Anglii, które zostało opłacone przez Arts Council.
Natychmiast po zorganizowanym przez siebie w marcu 1978 r. festiwalu Rock in Opposition Henry Cow udał się na tournée po Skandynawii, razem z The Orckestra, a potem już samodzielnie po Hiszpanii (do grupy dołączył Phil Minton z Mike Westbrook Brass Band).
Podczas koncertów w Paryżu odeszła od grupy Georgie Born (i dlatego na Western Culture figuruje jako gość) i na dwa tygodnie Lindsay (z powodów osobistych musiała udać się do Londynu). W efekcie grupa występowała jako kwartet, gdyż Minton zgodził się zostać na zastępstwie. Końcówkę tournée grupa odbyła pod nazwą The Lions of Desire.
Po powrocie do Wielkiej Brytanii grupa występowała jako kwartet, znów z Lindsay Cooper. Frith także grał jako basista jeśli zachodziła taka potrzeba. Do tego dochodzili goście (np. saksofonista Yochko Seffer czy gitarzysta Henry Kaiser).
W czerwcu grupa udała się do Paryża na tygodniowe występy razem z Art Ensemble of Chicago. Zespół zaprosił do pomocy skrzypaczkę i puzonistkę Anne-Marie Roelofs, która wzięła także udział w nagraniach do Western Culture.
Ostatni koncert grupy odbył się w Mediolanie 25 lipca 1978 r.

## Charakterystyka grupy
Henry Cow, tak jak i inne zespoły brzmienia Canterbury, był zespołem o przekonaniach lewicowych, co było typowe dla studentów tego okresu. Grupa była kooperatywą przyjaciół. Wszystkie pieniądze przeznaczane były na potrzeby zespołu. Żony i dziewczyny muzyków także pełniły w zespole różne funkcje (np. Sara, żona Greavesa, była inżynierem dźwięku). Nigdy nie mieli swoich prywatnych pieniędzy. Dopiero w ostatnich 3 latach istnienia zaczęli sobie wypłacać do 25 funtów tygodniowo. Wszystko było ustalane na spotkaniach i każdy odpowiadał za swoje pole działalności (księgowość, konserwacja sprzętu, organizacja koncertów itd.)
W ich muzyce odnaleźć można wpływy awangardowych kompozytorów XX w. (niektórzy uważają, że ich nazwa pochodzi od amerykańskiego kompozytora Henry’ego Cowella), jazzu i rocka (np. Frank Zappa) jednak potrafili nadać zespołowi całkowicie odrębny, indywidualny styl, który nie jest łatwo określić i zaszufladkować. Stosowali niezwykle wyrafinowaną rytmikę utworów i frazowanie. Drugą stronę albumu Unrest zrealizowali stosując istniejące już i stworzone przez grupę eksperymentalne metody. Podczas koncertów utwory ulegały ciągłym zmianom; były traktowane przez zespół jako jednorazowe wydarzenia.
Chociaż grupa ta zaliczana jest do „brzmienia Canterbury” (mimo że muzycy byli studentami Cambridge), ich muzyka przekroczyła wszystko to, co powstało w tym kręgu muzycznym jak i gdziekolwiek indziej w muzyce rockowej. Muzyka była inspirowana free jazzem i awangardową muzyką poważną. Rozwijała się w coraz bardziej złożony styl, który nie miał właściwie precedensu. Najprostsze fragmenty ich muzyki mogły być wykonywane nawet przez takie grupy jak Procol Harum, Pink Floyd i Emerson, Lake and Palmer, ale trudne, atonalne i kompleksowe fragmenty nie mogły być wykonywane przez nikogo. Zespół stopniowo rozwijał improwizowane części koncertów i w końcu stanowiły one 80% ich muzyki.
Ich radykalizm muzyczny i bezkompromisowość spowodowały, że członkowie grupy sami musieli wszystko wykonywać; byli producentami własnych płyt, sami troszczyli się o ich nagranie i wydanie, sami zajmowali się swoim sprzętem, sami także organizowali swoje koncerty czy tury koncertowe.
W marcu 1978 r. grupa zainicjowała projekt Rock in Opposition (RIO), mający na celu promowanie muzyki, która ze względu na niekomercyjny charakter, miała utrudniony dostęp do firm nagraniowych i mediów. W ramach RIO działały takie grupy jak Univers Zero, Etron Fou Leloublan, Samla Mammas Manna, Stormy Six, Aksak Maboul i Art Zoyd. Tak
jak i Henry Cow, wszystkie te zespoły miały także charakter lewicowy. Jednak ich nadmierne zideologizowanie (zwłaszcza włoskiej grupy Stormy Six) spowodowało rozluźnienie kontaktów i ograniczenie działalności.

## Dyskografia

### Oficjalna
- Leg End (1973)
- Unrest (1974)
- Desperate Straights (1975), Henry Cow i Slapp Happy
- In Praise of Learning (1975), Henry Cow i Slapp Happy
- Concerts (1976, podwójny)
- Western Culture (1978)
- Henry Cow 40th Anniversary Box Set (2009)

### Wydawnictwa pirackie/bootlegs
- Industry (z koncertów, we Włoszech?)
- Ruins (6 utworów demo z 1973 r. oraz 7 z NDR Jazz Workshop, Hamburg, 26 marca 1976)
- In the Name of a Freedom (Henry Cow feat. Robert Wyatt, 3-dyskowe wydawnictwo, prawdopodobnie japońskie. Koncerty z 1975 r., Londyn, Rzym i Paryż).
- Culture de L'ouest (2-dyskowy koncert z Lyonu z 6.6.1978 r. w składzie: Fred Frith, Tim Hodgkinson,  Lindsay Cooper, Anne Marie Roelofs, Henry Kaiser, Chris Cutler)
- The Canterbury Tapes. Różni artyści. 2 albumy. Str. 1 i 2 – Soft Machine. Str. 3 – Kevin Ayers z Brianem Eno. Str. 4 – Robert Wyatt z Henry Cow (nagr. koncertowe z 5 lub 6 1975 r.)